# Ju Loyola
Juliana Loiola de Paula, mais conhecida como Ju Loyola, (São Paulo, 16 de maio de 1979) é uma quadrinista e ilustradora brasileira que vem se tornando conhecida como uma das primeiras quadrinistas mulheres surdas do Brasil a ser internacionalmente conhecida pela produção de quadrinhos silenciosos. O reconhecimento internacional veio a partir da sua participação no Silent Manga Audition (SMA), do qual participa desde 2015.  SMA é um concurso de mangás promovido por uma editora japonesa feito especialmente para quadrinistas estrangeiros.

## Infância e adolescência
Ju Loyola nasceu em São Paulo no dia 16 de maio de 1979. Sua mãe, Regina Mara Loiola de Paula, contraiu o vírus da rubéola enquanto estava grávida de Juliana. A complicação na gravidez provocou a surdez da quadrinista. O diagnóstico aconteceu quando ela estava com três anos.  
Seu interesse por ilustração aflorou quando ainda era criança, entre os 7 ou 8 anos. As primeiras ilustrações que lhe chamaram a atenção foram Garfield, de Jim Davis (1945), Fido Dido, de Joanna Ferrone e Sue Rose, e Moranguinho, de Muriel Fahrion. Suas primeiras leituras quadrinísticas foram Turma da Mônica, de Mauricio de Sousa, Fantasma e Mandrake, ambos de Lee Falk. Loyola também cultivou o gosto pelos animês, entre eles Cavaleiros do Zodíaco e Sailor Moon.
Essa experiência formativa estimulou sua imaginação artística e o interesse pelo mundo dos quadrinhos.

## Carreira
Juliana Loyola fez seu ensino básico numa escola tradicional. No entanto, em 1991, foi matriculada numa escola especializada em atendimento a pessoas com problemas auditivos para aprender Libras (Língua Brasileira de Sinais) e se socializar, mas não conseguiu se adaptar e logo voltou a frequentar a escola tradicional.
Aos 14 anos, começou a vislumbrar a carreira de quadrinista, mas nesta época acreditava que era preciso dominar tanto a língua portuguesa para poder escrever os textos quanto ilustração. Ainda não era familiarizada com a ideia de quadrinhos silenciosos ou com a possibilidade de parcerias. Em virtude disso, decidiu postergar o sonho.
Durante os 1998 e 1999, trabalhou como técnica em prótese dentária, mas não se sentia realizada com a profissão e por isso decidiu abandoná-la.
Em 2003, graduou-se em design gráfico pela Escola Pan-Americana de Artes e Design, onde aprendeu sobre arte editorial (revistas, hqs etc.) e, em seguida, começou a trabalhar como quadrinista freelance. Seu trabalho quadrinístico freelance de maior destaque foi uma contribuição para o Combo Rangers, de 2002, webcomic produzido ao estilo mangá que teve sua primeira trilogia publicada entre os anos de 2000-2004.
Em 2007, Ju Loyola trabalhou como animadora/intervaladora de cenas na Light Studios. Na ocasião, fez parte da equipe que atuou na animação Amor & Fúria, de direção de Luiz Bolognesi. Após ampliar seu contato com quadrinhos silenciosos, optou por deixar a carreira de animadora.
No ano de 2013, participou do Festival Internacional de Quadrinhos (FIQ), espaço onde pôde trocar experiências com outros quadrinistas, palestrantes e editores, o que a estimulou a voltar a pensar na possibilidade de se tornar quadrinista. Desde então, não para de estudar técnicas de ilustração e arte. Um marco importante na carreira artística de Juliana Loyola é sua participação no concurso Silent Manga Audition (SMA) onde conseguiu cinco colocações: Award Candidate, Award Nominee, Honorable Mention e SMAC! Editors Award.

## Produções quadrinísticas
- Perdida na Floresta (2015)
- The Witch Who Loved #1 (2015)
- The Charming (Love) Gift (2015) – vencedor do Award Nominee pelo SMA
- The Promise of Happiness  (2016) -  este mangá foi questão de prova no ENEM de 2019 na prova de Línguagens, Códigos e suas Tecnologias)
- Maria e Cia: Aventura das Estrelas (2016)
- Everybody Can Dance (2017)
- The Friend or Enemy?! (2017)
- The Witch Who Loved #2 (2018)
- The Imagination (2018)
- I’ll Be Back (2019)
- Heart of The True Friend (2019)

Em 2019, também teve participação em Shoujo Bomb e Gibi de Menininha #2.